# Mathieu de Foix (comte de Comminges)
Mathieu de Foix (ou Mathieu de Grailly) († 1453) est comte de Comminges de 1419 à 1443 à la suite de son mariage avec Marguerite de Comminges. 

## Biographie
Mathieu est l'un des fils puînés d’Archambaud de Grailly, captal de Buch et d’Isabelle de Foix-Castelbon, comtesse de Foix, vicomtesse de Béarn, de Marsan et de Castelbon.
Probablement élevé à la cour de France comme son frère aîné Jean, il est armé chevalier en 1413 et se rapproche de l’entourage de Jean sans Peur, duc de Bourgogne. En récompense de sa fidélité, le roi Charles VI de France, allié à Philippe III le Bon, duc de Bourgogne, lui donne la vicomté de Narbonne, détenue par le vicomte Guillaume II, un partisan du dauphin Charles, dont il ne peut cependant pas prendre possession, car la ville soutient celui-ci, alors ennemi du roi et du duc de Bourgogne.
Il épouse en 1419 à cette époque Marguerite de Comminges, une femme de vingt ans plus âgée que lui. Il la fait enfermer quelques mois plus tard et gouverne seul le comté. À la suite de son frère, il abandonne le camp bourguignon pour Charles VII qui lui donne des lettres de rémission le 6 janvier 1425 et est nommé gouverneur du Dauphiné de 1426 à 1428.
Après la mort de son frère Jean Ier, il assure la tutelle de son neveu Gaston IV et achète en 1439 le départ de Rodrigue de Villandrando et de ses routiers qui avaient envahi le comté de Foix. Mécontents, ses sujets de Comminges réclament le retour de la comtesse et en appellent au roi Charles VII, lequel ordonne sa libération. Mathieu refuse et transfère sa femme à Foix. En 1440 il devient Chevalier de l'ordre de la Toison d'or. Charles VII fait mettre le comté de Comminges sous séquestre par Jean IV d'Armagnac et en 1441 la guerre éclate entre les comtés de Foix et d’Armagnac, seulement interrompue par une campagne contre les Anglais en 1442. Après cette campagne, Charles VII ordonne de nouveau la libération de Marguerite le 17 janvier 1443 et Mathieu doit se soumettre le 9 mars suivant. Marguerite meurt peu après, en léguant la Comminges à la Couronne.
En  1449, Mathieu accompagne Gaston IV au siège de Mauléon. Il meurt quatre ans plus tard.

## Mariages et enfants
Il épouse en premières noces le 16 juillet 1419 Marguerite († 1443), comtesse de Comminges, dont il n'a pas d’enfant.
Veuf, Mathieu se remarie vers 1446 avec Catherine de Coarraze, fille de Raymond Arnaud de Coarraze, baron d'Aspet, qui donne naissance à :
- Jeanne, mariée en 1460 à Jean II de Foix-Duèze, vicomte de Caraman et baron de Saint-Félix.
  - Jeanne (de Foix-Caraman) (fille plutôt que sœur de Jeanne ci-dessus), x Jean II d'Andouins : la Belle Corisande est leur arrière-petite-fille
- Marguerite, mariée en 1471 au gouverneur Antoine de Bonneval : d'où les seigneurs de Chef-Boutonne.

D'une maîtresse, Ismène de Kersagna, il a également un fils illégitime, Jean-Baptiste de Foix dit le « Bâtard de Grailly » qui sera successivement évêque de Dax et de Comminges et finalement légitimé en 1498.